# Wolf farkasfalka
A Wolf farkasfalka a Kriegsmarine tengeralattjárókból álló második világháborús támadóegysége volt, amely összehangoltan tevékenykedett 1942. július 13. és 1942. augusztus 1. között az Atlanti-óceán északi részén, az Izlandtól délnyugatra kezdődő és Új-Fundlandtól délkeletig húzódó sávban. A Wolf (Farkas) farkasfalka 11 búvárhajóból állt. A falka két hajót süllyesztett el, egyet megrongált. A hajók összesített vízkiszorítása 20 171 brt volt. A tengeralattjárók közül egy elsüllyedt.
1942. július 20-án Új-Fundlandtól keletre az HMCS St. Croix kanadai romboló megtámadta az U–90 tengeralattjárót, és mélységi bombákkal elsüllyesztette. A búvárhajó teljes legénysége, 44 tengerész meghalt.

## A farkasfalka tengeralattjárói
| A hajó száma | Parancsnoka                | Részvétel kezdete | Részvétel vége     |
| ------------ | -------------------------- | ----------------- | ------------------ |
| U–43         | Hans-Joachim Schwantke     | 1942. július 13.  | 1942. július 30.   |
| U–71         | Hardo Rodler von Roithberg | 1942. július 13.  | 1942. július 30.   |
| U–86         | Walter Schug               | 1942. július 13.  | 1942. július 31.   |
| U–90         | Hans-Jürgen Oldörp         | 1942. július 13.  | 1942. július 24.   |
| U–379        | Paul-Hugo Kettner          | 1942. július 13.  | 1942. augusztus 1. |
| U–454        | Burckhard Hackländer       | 1942. július 13.  | 1942. július 30.   |
| U–461        | Wolf-Harro Stiebler        | 1942. július 26.  | 1942. augusztus 1. |
| U–552        | Erich Topp                 | 1942. július 13.  | 1942. július 30.   |
| U–597        | Eberhard Bopst             | 1942. július 13.  | 1942. július 30.   |
| U–607        | Ernst Mengersen            | 1942. július 25.  | 1942. július 30.   |
| U–704        | Horst Wilhelm Kessler      | 1942. július 13.  | 1942. július 31.   |

### Elsüllyesztett hajók
| Dátum            | A búvárhajó száma | A hajó neve     | Nemzetisége        | Vízkiszorítása | Konvoj |
| ---------------- | ----------------- | --------------- | ------------------ | -------------- | ------ |
| 1942. július 25. | U–552             | British Merit*  | Egyesült Királyság | 8903           | ON–113 |
| 1942. július 25. | U–552             | Broompark       | Egyesült Királyság | 5136           | ON–113 |
| 1942. július 26. | U–607             | Empire Rainbow* | Egyesült Királyság | 6942           | ON–113 |
| 1942. július 26. | U–704             | Empire Rainbow  | Egyesült Királyság | 6942           | ON–113 |

* A hajó nem süllyedt el, csak megrongálódott